# 依喜
依喜（雅納語：Ishi，約1861年—1916年3月25日），或作伊希，是美國原住民雅納族雅喜群（雅納語：Yahi）中最後一位為人所知的成員。他自小居於加州，但與族人過著的生活與現代文明幾乎沒有往來。因外來殖民者對加州原住民持續摧殘，他所在的部落持續凋亡；最後，在族人都消失，且找不到食物的情況下，他在1911年現身於拉森火山山腳的小丘群。
依喜隨人類學家到加利福尼亞大學柏克萊分校後，成為了研究對象及清潔工，並主要生活於舊金山一座學術建築裡。最後，他在1916年3月因感染肺結核過世。
他的生命經歷隨後，開始獲大量描繪和討論，其中以狄奧多拉·克魯伯所著的報導傳記作品Ishi in Two Worlds最為人所知。

## 名字
「Ishi」在雅納語意思是「男人」，這個名字由人類學家阿爾弗雷德·路易斯·克魯伯所予命名。雅喜族傳統規定，除非已獲另一個雅喜人正式引介，族人不可說出自己的名字。當最初被問到名字時，他說：「我沒有名字，因為沒有族人可以為我取名。」，意即沒有族人可以代表他說出他的名字。